# 日本ジャーナリスト会議
日本ジャーナリスト会議（にほんジャーナリストかいぎ、英称：Japan Congress of Journalists）は、マスメディア関連の編集者・ライター、PTA新聞及び労働組合機関紙の編集者、フリーライターなどが参加する日本の団体。略称：JCJ。

## 概要
国際ジャーナリスト機構への代表派遣をきっかけに、1955年に結成された。
中ソ対立から、中国が国際ジャーナリスト機構第6回大会への不参加を声明した1966年10月に小林雄一議長ら親中派が脱退して「日本ジャーナリスト同盟」を結成。日本ジャーナリスト会議は1969年5月に国際ジャーナリスト機構へ加盟した。
活動目的は「自由な言論を守り、自由な社会を実現すること」としている。
主な活動として、その年の優れた言論・報道活動を行った団体・個人に贈られるJCJ賞（日本ジャーナリスト会議賞）の授与、反戦・平和集会の開催などが挙げられる。
2003年にはVAWW-NETジャパンに対して「“慰安婦問題は戦争犯罪”の立場で限られた期間に内外の多方面の専門家の協力のもと、日本政府の国家責任と昭和天皇の有罪判決を導き出した精力的な組織活動と、法廷記録（緑風出版・全6巻）をまとめた功績」に対してJCJ特別賞を、中村哲に対して「長年の医療で国籍をこえて信頼されている著者たちの、献身的な水源確保の実践報告は、期せずして日本のジャーナリズム批判になっている」としてJCJ賞をそれぞれ送っている。
東京都千代田区神田三崎町3丁目10番15号 富士ビル501号に事務所を置く（2020年10月20日時点）。

## 役員体制
- 代表委員：清水正文、白垣詔男、隅井孝雄、中村梧郎、藤森研、守屋龍一、吉原功
- 事務局長：須貝道雄
- 機関紙編集長：廣瀬功
- 運営委員：河野慎二、水上人江、橋詰雅博、須貝道雄、矢野昌弘、鈴木賀津彦、藤森研、大野晃、大場幸夫、杉山正隆、廣瀬功、古川英一、保坂義久、丸山重威、茂木章子ほか
- JCJ賞選考委員会：諌山修、石川旺、伊藤洋子、酒井憲太郎、鈴木耕、藤森研（以上、2020年5月21日時点[10]）

## 機関紙等
- 月刊機関紙『ジャーナリスト』タブロイド判、年間購読料4000円。
- 日本ジャーナリスト会議ホームページ[11]
- 日本ジャーナリスト会議ブログ Daily JCJ[12]

## JCJ賞

### 第62回 2019年
- JCJ大賞[13]
  - 「税を追う」キャンペーン。東京新聞社会部
- JCJ賞
  - 『図説･17都県 放射能測定マップ＋読み解き集：2011年のあの時・いま・未来を知る』みんなのデータサイト出版。ISBN 978-4-9910427-0-6
  - ｢イージス・アショア配備問題を巡る一連の報道｣ 秋田魁新報社イージス・アショア配備問題取材班
  - ｢想画と綴り方～戦争が奪った子どもたちの“心”｣ 山形放送
  - ETV特集｢誰が命を救うのか　医師たちの原発事故｣ NHK

### 第63回 2020年
- JCJ大賞
  - 安倍晋三首相の「桜を見る会」私物化スクープと一連の報道：しんぶん赤旗日曜版
- JCJ賞
  - 三上智恵『証言　沖縄スパイ戦史』（集英社新書）ISBN 978-4-08-721111-5
  - 吉田千亜『孤塁：双葉郡消防士たちの3.11』（岩波書店）ISBN 978-4-00-022969-2
    - ⇒のち岩波現代文庫、2023年。ISBN　978-4-00-603333-0

  - 赤城雅子、相澤冬樹「森友問題で自殺した財務省職員の遺書の公開」（週刊文春）他、一連の連載
  - 「ヤジと民主主義～小さな自由が排除された先に～」（北海道放送（HBC））

### 第64回 2021年
- JCJ大賞
  - キャンペーン連載『五色（いつついろ）のメビウスともにはたらきともにいきる』（信濃毎日新聞社）
  - 平野雄吾『ルポ入管―絶望の外国人収容施設』（ちくま新書）ISBN 978-4-480-07346-4
- JCJ賞
  - ETV特集「原発事故“最悪のシナリオ”～そのとき誰が命を懸けるのか～」（日本放送協会（NHK））
  - 菅義偉首相学術会議人事介入スクープとキャンペーン（しんぶん赤旗）
  - 映画「標的」（監督･西嶋真司、製作･ドキュメントアジア）
- JCJ特別賞
  - 俵義文氏。日本の教科書と教育を守り続けた活動。

### 第65回 2022年
- JCJ大賞
  - 映画「教育と愛国」：監督･斉加尚代
- JCJ賞
  - 「土の声を『国策民営』リニアの現場から」（信濃毎日新聞）
  - 風間直樹・井艸恵美・辻麻梨子『ルポ・収容所列島：ニッポンの精神医療を問う』（東洋経済新報社）ISBN 978-4-492-22404-5
  - 北海道新聞社編『消えた「四島返還」：安倍政権 日ロ交渉2800日を追う』（北海道新聞社）ISBN　978-4-86721-038-3
  - 「ネアンデルタール人は核の夢を見るか～“核のごみ”と科学と民主主義」：北海道放送（HBC）
- JCJ特別賞
  - 沖縄タイムス社と琉球新報社

### 第66回 2023年
- JCJ大賞
  - 鈴木エイト『自民党の統一教会汚染：追跡3000日』『自民党の統一教会汚染・2』（ともに小学館）ISBN 978-4-09-380123-2、ISBN　978-4-09-380127-0
- JCJ賞
  - 台湾有事の内実や南西諸島の防衛強化を問う一連の報道（琉球新報社）
  - 小山美砂『「黒い雨」訴訟』（集英社新書）ISBN 978-4-08-721222-8
  - 「ルポ　死亡退院～精神医療・闇の実態～」（NHK教育テレビ（Eテレ））
  - 「市民と核兵器～ウクライナ　危機の中の対話～」（NHK教育テレビ）

### 第67回 2024年
- JCJ大賞[14][15]
  - しんぶん赤旗日曜版：自民党派閥パーティ資金の「政治資金報告書不記載」報道と、引き続く政治資金、裏金問題に関する一連のキャンペーン に対して。
- JCJ賞
  - 上丸洋一『南京事件と新聞報道：記者たちは何を書き、何を書かなかったか』朝日新聞出版。ISBN　978-4-02-251941-2
  - 後藤秀典『東京電力の変節：最高裁・司法エリートとの癒着と原発被災者攻撃』旬報社。ISBN　978-4-8451-1842-7
  - NHKスペシャル「〝冤罪（えんざい）〟の深層：警視庁公安部で何が」「続・〝冤罪〟の深層：警視庁公安部・深まる闇」 NHK総合テレビ。
  - SBCスペシャル「78年目の和解：サンダカン死の行進・遺族の軌跡」信越放送。